# Arno Tausch
Je eden od utemeljiteljev kvantitativnih raziskav na področju tako imenovane teorija svetovnega sistema|teorije svetovnega sistema in razvojna ekonomija|razvojne ekonomije, njegove raziskave pa so usmerjene predvsem v teorija odvisnosti|teorijo odvisnosti, preučevanje kvantitativnih učinkov globalizacija|globalizacije na socialne sisteme, evropske analize v okviru odnosov center-periferija in kvantitativne raziskave mir 
Tausch si prizadeva tudi za spodbujanje medverskega dialoga med večjimi svetovnimi religijami in je aktiven udeleženec ekumenizma|ekumenskega gibanja ter teologije osvoboditve.
Je poročen in ima tri hčerke.

## Izobraževanje in akademsko življenje
Tausch je doktoriral iz politologije na Univerza v Salzburgu|Univerzi v Salzburgu leta 1976 in pridobil pedagoško kvalifikacijo na Univerza v Innsbrucku|Univerzi v Innsbrucku po izboru komisije, ki ji je predsedoval Anton Pelinka. Bil je gostujoči profesor na oddelku za politične vede na Univerzi Havaji v Manoi in raziskovalec na Inštitutu za primerjalne družbene raziskave v Zahodnem Berlinu (zdaj: WZB - Berlin Social Science Research Centre). Trenutno je izredni profesor politologije na Univerzi v Innsbrucku, predavatelj na Inštitutu za mednarodni razvoj na Univerzi na Dunaju in gostujoči profesor ekonomije na Univerzi Corvinus v Budimpešti.
Pred kratkim je bil gostujoči profesor političnih študij in upravljanja na Univerzi Svobodne države v Bloemfonteinu, Južna Afrika.

### Znanstvena združenja in revije
Je član uredniškega odbora Centro Argentino de Estudios Internacionales in več znanstvenih revij, med drugim Entelequia. Revista Interdisciplinar na Univerzi v Cádizu v Španiji, The European Journal of Social Science Research (izdaja Routledge, London), History & Mathematics Almanach in Journal of Globalization Studies; slednji dve izdajata v Moskvi (Rusija)|Moskva Leonid Grinin] in profesor Andrei Witaljewitsch Korotajew.

### Diplomatska kariera
Med letoma 1992 in 1999 je bil diplomatski predstavnik in avstrijski svetovalec za delo in priseljevanje na avstrijskem veleposlaništvu v Varšavi, Poljska.

## Znanstveno delo
Na splošno se v družboslovni literaturi delo Arna Tauscha navaja predvsem v okviru razprav o globalnem keynesianizmu, družbeno-liberalna teorija svetovnega gospodarskega razvoja|razvoja, Kondratjevi valovi, Merjenje revščine, Ekonomske teorije odvisnosti in globalizacije, Empirične študije, ki temeljijo na World Values Survey, študije antisemitizma, Islamski fundamentalizem, ter študije o Evropski uniji in državi blaginje..
Takoj po zgodnjih študijah neoklasične ekonomije se je Tausch usmeril v kvantitativne študije politične ekonomije in kvantitativne politične znanosti s posebnim zanimanjem za dela Kazimierza Laskija, Jensa Harmsa, Eduarda Märza in profesorja Kurta Rothschilda. Tausch je od sredine sedemdesetih let dvajsetega stoletja skupaj z Otmarjem Höllom in Kunibertom Rafferjem pionirsko raziskoval teorijo svetovnega sistema in ekonomijo razvoja. Pozneje, v drugi polovici desetletja, so se znani raziskovalci, kot sta Volker Bornschier in Dieter Senghaas, nenehno sklicevali na njegovo delo. Njegovo delo in znanstveni prispevek pa sta bila mednarodno priznana šele leta 1980 z esejem "Avstrija in evropsko obrobje", ki ga je objavil istega leta v sodelovanju z Otmarjem Höllom. Leta 1993 je objavil svoje najvplivnejše delo z naslovom "Towards a Socio-Liberal Theory of World Development" (1993, Macmillan) v angleščini. To delo temelji na študiji modelov političnega razvoja, ki so se po svetu uporabljali od šestdesetih let dvajsetega stoletja, začenši s kvantitativno analizo reformnih programov, ki so jih v dvajsetih letih dvajsetega stoletja oblikovali in predstavili evropski socialni demokrati. Delo je pritegnilo toliko mednarodnega zanimanja, da ga je Združenje ameriških raziskovalnih in visokošolskih knjižnic (US-Association of Research and College Libraries) uvrstilo med "izjemne akademske knjige" med letoma 1993 in 1998. V osemdesetih do zgodnjih devetdesetih letih je Tausch sodeloval z Evropskim združenjem za razvojne raziskave (EADI) in tesno sodeloval z avstralskim ekonomistom Tedom Wheelwrightom, švedskim raziskovalcem in ustanoviteljem Inštituta za mir in razvoj na Univerzi v Göteborgu (PADRIGU) Björnom Hettnom, poljskim raziskovalcem Zbigniewom Bablewskim ter finskim raziskovalcem in politikom Kimmom Kiljunenom. Bil je eden prvih avtorjev, ki je skeptično ocenil perestrojko in proces preobrazbe v Vzhodni Evropi. Leta 1991 je v svojem delu Russlands Tretmühle ('Ruska tekoča steza) napovedal ponovno zaostritev ruskega režima. Njegova nadaljnja dela po vstopu v javni sektor leta 1992 so vključevala predvsem analizo socialne politike in migracijskih pojavov v novi razširjeni (Evropska unija|EU-28) in večkulturni Evropi. Na to delo je zelo vplivala njegova tesna povezava z Dunajskim mednarodnim inštitutom za ekonomske študije (WIIW).
Po vrnitvi z Dunaja, kjer je delal kot diplomat na Poljskem, se je Tausch v številnih publikacijah osredotočil na analizo protislovij, ki spremljajo proces evropske širitve, transnacionalne vidike reforme blaginje in diskurz o islamu. Decembra 2009 je analiziral sedanjo krizo grške države, kot raziskovalec svetovnega sistema pa je uredil, soobjavil in sodeloval pri delih, med drugim pri člankih Samira Amina, Christopherja Chase-Dunna, Andreja Gunderja Franka in Immanuela Wallersteina. V zadnjih desetih letih je s svojim delom prispeval k razpravi o islamofobiji v Evropi in nasprotovanju salafizmu, objavil pa je tudi prve kvantitativne ocene revnih muslimanov v Evropi. Empirično delo o odnosu med islamom in vzorci razvoja, ki ga je opravil skupaj z britanskim ekonomistom Syed Mansoob Murshed in je bilo v očitnem nasprotju s stališči Samuel P. Huntington, je bilo v muslimanskem svetu še posebej dobro sprejeto. Zadnje poglavje Tauschovega dela o islamu in njegovem razvoju se osredotoča na sistematično analizo podatkov iz Evropske socialne raziskave in Svetovne raziskave vrednot. Njegove teze nasprotujejo alarmantnim pogledom na priseljevanje muslimanov in njihovo vključevanje v Evropo ter zagovarjajo to, kar Tausch imenuje "perspektiva lizbonskega procesa o muslimanskih manjšinah v Evropi". V času lizbonskega procesa je namreč sodeloval in objavil številna dela skupaj z muslimanskim učenjakom Almas Heshmati. Eno njegovih zadnjih del obravnava islamski kalvinizem in je izšlo pri nizozemski založbi Rozenberg Publishers v Amsterdamu.
Tausch je vzbudil zanimanje italijanskih politologov in akademikov, kot sta Rosa Rossi in Fulvio Attinà z Univerze v Catanii, ki sta njegovo delo uporabila v svojem delu European Neighbourhood Policy: Politična, gospodarska in družbena vprašanja Arhivirano 2011-07-24 na Wayback Machine..

### Nedavno delo in mednarodno priznanje
Na njegovo najnovejše delo na področju pokojninske reforme je še posebej vplival Nobelov nagrajenec za ekonomijo Franco Modigliani in Robert Holzmann, direktor oddelka Mednarodne organizacije dela|ILO za socialno varnost pri Svetovni banki.
Tausch stalno sodeluje tudi pri reviji Österreichische Militärische Zeitschrift avstrijskih oboroženih sil (Austrian Armed Forces), reviji Mirovaya ekonomika i mezhdunarodnye otnosheniya inštituta IMEMO s sedežem v Moskvi (Rusija)|Moskva] in razširjeni reviji Europäische Rundschau.

## Publikacije
Tausch je objavil 30 knjig v angleščini, 2 v francoščini in 9 v nemščini. Njegovo delo šteje več kot 280 objav tiskanih in elektronskih znanstvenih člankov v devetih jezikih, ki so bili objavljeni v 33 državah, vključno z deli za Anthem Press, Dutch University Press, Nova Science Publishers NY, Palgrave, Springer (podjetje)|Springer in Macmillan Publishers.
Njegova dela so dostopna prek World Systems Archive na University of California, Riverside, Global Development Network na University of Sussex, Social Science Research Network v New Yorku in prek portala IDEAS/REPEC na University of Connecticut.

### Knjige v angleščini
- (1993; v sodelovanju s Fredom PRAGERJEM) "K socialno-liberalni teoriji svetovnega razvoja" (Towards a Socio-Liberal Theory of World Development). Basingstoke in New York: Macmillan/St. Martin's Press.
- (1999, urednik, skupaj z Andreasom Muellerjem OFM in Paulom Zulehnerjem), "Globalni kapitalizem, teologija osvoboditve in družbene vede. An analysis of the contradictions of modernity at the turn of the millennium" (s prispevki Samira Amina in drugih) Huntington, New York: Nova Science. Papirnata izdaja 2001
- (2001, skupaj s Petrom Herrmannom) Globalizacija in evropsko povezovanje. Huntington NY, Nova Science. ISBN 1-560729295.
- (2001, skupaj z Gernotom Koehlerjem) Global Keynesianism: Unequal exchange and global exploitation. Huntington NY, Nova Science. ISBN 1-59033-002-1. Papirnata izdaja 2001
- (2003, urednik) "Trije stebri modrosti? Branje o globalizaciji, pokojninskih modelih Svetovne banke in družbi blaginje". Nova Science Hauppauge, New York, 2003
- (2005, urednik, skupaj s Petrom Herrmannom) "Dar al Islam. Sredozemlje, svetovni sistem in širša Evropa. 1. zvezek: "Kulturna širitev" EU in evropska identiteta; 2. zvezek: Veriga obrobij in nova širša Evropa". Hauppauge, New York: Nova Science Publishers. Skrajšani izdaji v knjižni obliki, 2006, z naslovom: "The West, Europe and the Muslim World" (1. del) in "Towards a Wider Europe" (2. del).
- (2007), "Mesto na hribu? Latinskoamerikanizacija Evrope in izgubljeno tekmovanje z ZDA". Amsterdam: Rozenberg (za informacije: http://www.rozenbergps.com/).
- (2007, urednik, skupaj z Almasom Heshmatijem), "Roadmap to Bangalore? Globalization, the EU's Lisbon Process and the Structures of Global Inequality" Hauppauge, N.Y.: Nova Science Publishers (za informacije: https://web.archive.org/web/20110408221328/https://www.novapublishers.com/catalog/).
- (2007, s predgovorom Christiana Ghymersa), "Od "washingtonskega" k "dunajskemu soglasju"? Kvantitativna analiza globalizacije, razvoja in globalnega korporativnega|upravljanja". Hauppauge, N.Y.: Nova Science Publishers (za informacije: https://web.archive.org/web/20110408221328/https://www.novapublishers.com/catalog/).
- (2007, skupaj s Christianom Bischofom, Tomažem Kastrunom in Karlom Muellerjem), "Against Islamophobia: Muslim Communities, Social Exclusion and the Lisbon Process in Europe" Hauppauge, N.Y.: Nova Science Publishers (za informacije: https://web.archive.org/web/20110408221328/https://www.novapublishers.com/catalog/).
- (2007), "Proti islamofobiji. Quantitative analyses of global terrorism, world political cycles and centre periphery structures" Hauppauge, N.Y.: Nova Science Publishers (za informacije: https://web.archive.org/web/20110408221328/https://www.novapublishers.com/catalog/).
- (2008), "Multikulturna Evropa: učinki globalnega lizbonskega procesa". Hauppauge, N.Y.: Nova Science Publishers (za informacije: https://web.archive.org/web/20110408221328/https://www.novapublishers.com/catalog/).
- (2009), "Titanik 2010? Evropska unija in njena neuspešna "lizbonska strategija". Hauppauge, N.Y.: Nova Science Publishers (za informacije: https://web.archive.org/web/20110408221328/https://www.novapublishers.com/catalog/).
- (2009, s predgovorom Mansoorja Moaddela), "Kaj v resnici misli 1,3 milijarde muslimanov. Odgovor na nedavno Gallupovo študijo, ki temelji na 'Svetovni raziskavi vrednot Hauppauge, N.Y.: Nova Science Publishers (za informacije: https://web.archive.org/web/20110408221328/https://www.novapublishers.com/catalog/).
- (2009, skupaj s Christianom Bischofom in Karlom Muellerjem), ""Muslimanski kalvinizem", notranja varnost in lizbonski proces v Evropi" Rozenberg Publishers, Amsterdam (za informacije: http://www.rozenbergps.com/).
- (2012, skupaj z Almasom Heshmatijem in Ulrichom Brandom), "Globalizacija, človekovo stanje in trajnostni razvoj v 21. stoletju. Cross-national Perspectives and European Implications" London, New York in Delhi: Anthem Press.
- 2014, z Almasom Heshmatijem in Hichemom Karouijem, "The political algebra of global value change. Splošni modeli in posledice za muslimanski svet". Hauppauge, N.Y.: Nova Science Publishers (za informacije: https://web.archive.org/web/20110408221328/https://www.novapublishers.com/catalog/).
- 2016, skupaj z Leonidom Grininom in Andrejem Korotajevom, "Economic Cycles, Crises, and the Global Periphery". Springer International Publishing, Heidelberg, New York, Dordrecht, London, ISBN 978-3-319-17780-9; https://www.springer.com/de/book/9783319412603

### Knjige v nemščini
- (1979) "Armut und Abhaengigkeit. Politik und Oekonomie im peripheren Kapitalismus". Studien zur oesterreichischen und internationalen Politik, Bd. 2 (Eds. P. GERLICH und A. PELINKA) W. Braumueller, Dunaj http://www.braumueller.at/
- (1991) "Jenseits der Weltgesellschaftstheorien. Sozialtransformationen und der Paradigmenwechsel in der Entwicklungsforschung". (Eds. H. REINWALD, H.A. STEGER) Wilhelm Fink, Muenchen, Beitraege zur Soziologie und Sozialkunde Lateinamerikas (prvi tisk, drugi tisk pri Grenzen und Horizonte (Eds. G. AMMON, H. REINWALD, H.A. STEGER) Eberhard, Muenchen)
- (1991) "Russlands Tretmuehle. Kapitalistisches Weltsystem, lange Zyklen und die neue Instabilitaet im Osten". Eberhard, Muenchen
- (1993) "Produktivkraft soziale Gerechtigkeit? Europa und die Lektionen des pazifischen Modells". Eberhard, Muenchen
- (1997) "Schwierige Heimkehr. Sozialpolitik, Migration, Transformation, und die Osterweiterung der Europaeischen Union" München: Eberhard
- (2009) ' Armut und Radikalität? Soziologische Perspektiven zur Integration der Muslime in Europa, basierend auf dem "World Values Survey" und dem "European Social Survey" Wien: Neue Beihefte zur Wiener Zeitschrift für die Kunde des Morgenlandes. LIT-Verlag
- (2009) "Das EU-Budget und der Lissabon-Prozess: Eine empirische Effizienzanalyse aus konvergenzpolitischer und regionalpolitischer Sicht" Hrsg. Abteilung Wirtschaftswissenschaft d. AK Wien, Wien: Kammer f. Arbeiter u. Angestellte f. Wien, 2009, Series: Materialien zu Wirtschaft und Gesellschaft; 107, ISBN 978-3-7063-0384-2.
- (2010), Armut und Radikalität? Soziologische Perspektiven zur Integration der Muslime in Europa, basierend auf dem "World Values Survey" und dem "European Social Survey" Bremen: Europäischer Hochschulverlag, serija ' Schriftenreihe: Studien zu vergleichender Sozialpädagogik und internationaler Sozialarbeit und Sozialpolitik' (https://web.archive.org/web/20130622100405/http://sozialvergleich.org/)
- (2011), Globalisierung und die Zukunft der EU-2020 Strategie. Hrsg. Abteilung Wirtschaftswissenschaft d. AK Wien, Wien: Kammer f. Arbeiter u. Angestellte f. Wien, 2009, Series: Materialien zu Wirtschaft und Gesellschaft; 107, ISBN 9783706304221

### Knjige v francoščini
- (2011), Trois essais pour une économie politique du 21e siècle - Mondialisation, gouvernance mondiale, marginalisation Par Arno Tausch, Philippe Jourdon. Pariz: L'Harmattan. ISBN 978-2-296-54400-0.
- (2011), Les musulmans: un cauchemar ou une force pour l'Europe? Par Arno Tausch, Hichem Karoui. Pariz: L'Harmattan. ISBN 978-2-296-13980-0.